# Steirischer Herbst
Steirischer herbst är en internationell festival för nutida konst i den österrikiska delstaten Steiermark  som arrangeras årligen på hösten. Festivalen grundades 1968 och räknas till Europas äldsta och mest traditionsrika avantgardefestivaler. Festivalen omfattar olika konstformer i samspel så som teater, konst, film, litteratur, dans, musik, performance m m. Festivalen är en ”producerande” festival med många originalarbeten, urpremierer och beställningsverk. 
Festivalen är ett samarbete av olika kulturinstitutioner i Steiermark. Från början deltog Forum Stadtpark, ungdomsmusikfestivalen Deutschlandsberg, ”Steirische Akademie”, ORF, operan och teatern i Graz samt konstgallerian ”Neue Gallerie”. Samarbeten med många andra kulturinstitutioner präglar festivalen fyrtioåriga historia. 
Festivalens konstnärliga ledning innehas sedan 1983 av en intendent:
- Peter Vuijca (1983-1989)
- Horst Gerhard Haberl (1990-1995)
- Christine Frisinghelli (1996-1999)
- Peter Oswald (2000-2005)
- Veronica Kaup-Hasler (2006-2017)
- Ekaterina Degot (2018-)

Under 2003, festivalens mest framgångsrika år hittills, räknades mer än 130 000 besökare.